# Magescq
Magescq é uma comuna francesa na região administrativa da Nova Aquitânia, no departamento Landes. Estende-se por uma área de 76,13 km². Em 2010 a comuna tinha 2 278 habitantes (densidade: 29,9 hab./km²).
É conhecida por sua arquitetura românica, em particular a Igreja de São João Batista, e por sua localização na extensa floresta de Landes. A vila evoluiu de suas origens na agricultura e pecuária para a silvicultura, especialmente o cultivo de pinheiro-bravo, e, mais recentemente, para o turismo e a gastronomia requintada.
Aqui está uma visão mais detalhada da história de Magescq:

## História Inicial
A história de Magescq remonta ao século XI.

## Século XII
A Igreja de São João Batista, um marco significativo, foi construída no século XII.

## Séculos XVIII e XIX
A economia de Magescq se voltou para a silvicultura, especificamente para o pinheiro-bravo e seus subprodutos, incluindo o óleo de terebintina.

## Séculos XX e XXI
A vila é hoje conhecida por sua alta gastronomia, especialmente o Le Relais de la Poste, premiado com estrela Michelin, e por sua proximidade com a costa e a floresta, tornando-se um destino para os amantes da natureza e para aqueles que buscam um ambiente tranquilo.

## Pontos turísticos
A Igreja de São João Batista, um exemplo primordial da arquitetura românica, é uma importante atração histórica.

## Economia
Embora a agricultura e a pecuária tenham sido historicamente significativas, a silvicultura e o turismo, incluindo a alta gastronomia, são agora aspectos essenciais da economia local.